# 애니콜 햅틱 온
애니콜 햅틱 온(Anycall Haptic On)은 삼성전자에서 2008년 11월 13일에 출시한 휴대 전화이다. 2008년 10월 14일 킨텍스에서 열린 2008 한국전자전에서 처음 공개되어 로모폰이라는 이름으로 알려졌던 제품으로서, 카메라 기능에 특화되었고, 전체적인 디자인도 디지털 카메라와 매우 흡사한 것이 특징이다.

## 모델별 차이
각 모델별 차이는 아래와 같다.
| 모델명    | 통신사     | 통신 방식 |
| --------- | ---------- | --------- |
| SCH-W600  | SK텔레콤   | HSUPA     |
| SPH-W6000 | KT         | HSUPA     |
| SPH-W6050 | LG유플러스 | EV-DO     |